# Сасиновский сельский совет
Сасиновский сельский совет (укр. Сасинівська сільська рада) — входит в состав
Пирятинского района
Полтавской области
Украины.
Административный центр сельского совета находится в 
с. Сасиновка.

## Населённые пункты совета
- с. Сасиновка
- с. Кейбаловка
- с. Леляки
- с. Меченки
- с. Першотравневое
- с. Червоное